# Nahne
Nahne, Osnabrück-Nahne – dzielnica miasta Osnabrück w Niemczech, w kraju związkowym Dolna Saksonia.